# Utrum pars an facultas animi affectibus subiecta sit
Utrum pars an facultas animi affectibus subiecta sit è il titolo dato ad un opuscolo frammentario attribuito erroneamente a Plutarco.

## Struttura
Questo opuscolo, incompleto, fu pubblicato nel 1773 da Thomas Tyrwhitt, che lo aveva scoperto in un manoscritto nella British Library; oggi si ritiene unanimemente spurio, soprattutto a causa della mancanza di clausole metriche tipica dei Moralia sicuramente plutarchei.
L'operetta è un trattato asciutto e metodico di scuola peripatetica risalente quantomeno all'età imperiale, secondo gli studiosi.